# Distretto di Lajas
Il distretto di Lajas è uno dei diciannove distretti  della provincia di Chota, in Perù. Si trova nella regione di Cajamarca e si estende su una superficie di 120,73 chilometri quadrati.

Istituito il 2 gennaio 1857, ha per capitale la città di Lajas; al censimento 2005 contava 13.401 abitanti.